# Stanisława Zyta Grabowska
Stanisława Zyta Grabowska (ur. 11 sierpnia1944 i zm. 21 czerwca 2024 w Urzędowie) – polska lekarka, specjalistka w zakresie chirurgii stomatologicznej i chirurgii szczękowo-twarzowej, profesor nauk medycznych.

## Specjalizacja i droga naukowa
W 1971 ukończyła studia na Oddziale Stomatologii Wydziału Lekarskiego Pomorskiej Akademii Medycznej w Szczecinie i podjęła pracę w Białymstoku. Specjalizację pierwszego stopnia w zakresie chirurgii stomatologicznej zdobyła w 1975, drugiego stopnia – w dziedzinie chirurgii szczękowej w 1979.
W 1978 obroniła pracę na stopień naukowy doktora nauk medycznych. W 1995 na podstawie dysertacji Zachowanie się stężeń niektórych hormonów i substancji mineralnych w surowicy krwi i moczu u mężczyzn w przebiegu gojenia się złamań kości części twarzowej czaszki uzyskała stopień naukowy doktora habilitowanego nauk medycznych w zakresie chirurgii stomatologicznej.
Tytuł naukowy profesora nauk medycznych otrzymała w 2005.

## Zatrudnienie
Po otrzymaniu dyplomu lekarza, od 1971 została zatrudniona w Klinice Chirurgii Szczękowej Instytutu Stomatologii Akademii Medycznej – AMB (obecnie Uniwersytet Medyczny – UMB) w Państwowym Szpitalu Klinicznym – PSK (obecnie: Uniwersytecki Szpital Kliniczny – USK) w Białymstoku, gdzie pracowała do 2014.
W latach 1992–1996 zarządzała Kliniką Chirurgii Szczękowo-Twarzowej AMB/UMB w PSK/USK jako pełniąca obowiązki kierownika, a następnie do 2014 była kierownikiem tej kliniki.
W 2005 z Kliniki Chirurgii Szczękowo-Twarzowej Instytutu Stomatologii UMB wyodrębniono Zakład Chirurgii Stomatologicznej oraz Klinikę Chirurgii Szczękowo-Twarzowej, przemianowanej następnie na Klinikę Chirurgii Szczękowo-Twarzowej i Plastycznej UMB. W 2008 klinika ta została przeniesiona do nowego skrzydła w USK i wyposażona w nowoczesny sprzęt medyczny.
W latach 1995–1996 profesor Grabowska była członkiem Senackiej Komisji ds. Dydaktyki, później członkiem Senackiej Komisji ds. Klinicznych. W latach 1996–2002, przez dwie kadencje pełniła funkcję prodziekana Wydziału Lekarskiego z Oddziałem Stomatologii AMB (obecnie: Wydział Lekarski z Oddziałem Stomatologii i Oddziałem Nauczania w Języku Angielskim UMB). W tym samym okresie była członkiem Senatu.

## Dydaktyka, szkolenie podyplomowe
Unowocześniła formę wykładów dla studentów, wcześnie wprowadzając prezentację multimedialną. Zorganizowała i przygotowała merytorycznie zajęcia fakultatywne V roku stomatologii nt. implantologii stomatologicznej, ćwiczenia z gerostomatologii oraz zajęcia integracyjne z Zakładem Radiologii AMB nt. specyfiki diagnostyki obrazowej głowy i szyi.
W ramach szkolenia podyplomowego, kierowała specjalizacją lekarzy w zakresie chirurgii stomatologicznej i szczękowo-twarzowej. Uczestniczyła w komisjach egzaminacyjnych na pierwszy i drugi stopień specjalizacji. Promotorka 7 przewodów  doktorskich. Recenzentka 19 rozpraw habilitacyjnych i doktorskich.

## Praca naukowa
Główne kierunki działalności naukowej profesor Grabowskiej: artropatia stawów skroniowo-żuchwowych; proces gojenia złamań kości; traumatologia szczękowo-twarzowa; klinika nowotworów części twarzowej czaszki, badania wybranych parametrów odpornościowych u chorych z rakiem płaskonabłonkowym jamy ustnej.
Dominujący kierunek badawczy dotyczył procesu gojenia złamań oraz mechanizmów odpornościowych u pacjentów z rakiem jamy ustnej. W zakresie tych problemów Klinika Chirurgii Szczękowo-Twarzowej AM/UM w Białymstoku stała się wiodącym ośrodkiem w Polsce, a prowadzone badania miały charakter nowatorski.
Badania były prowadzone we współpracy z klinicznymi i teoretycznymi zakładami macierzystej uczelni: Medycyny Nuklearnej; Immunologii; Diagnostyki Biochemicznej; Fizjologii; Patomorfologii Ogólnej; z Katedrą Chemii Analizy i Technologii Leków AMB.
Klinika również współpracowała z Wydziałem Mechanicznym Politechniki Białostockiej w zakresie prac badawczych na temat Badanie oddziaływań powierzchni implantów z tkanką kostną (2011). Realizowała projekty badawcze uczelniane i zlecone przez Komitet Badań Naukowych (KBN).

## Działalność usługowa i organizacyjna
W sferze udzielania świadczeń medycznych w klinice, unowocześniła leczenie operacyjne nowotworów złośliwych części twarzowej czaszki. Doprowadziła do wyposażenia sali operacyjnej w sprzęt, zestawy i materiały do osteosyntezy stabilnej. Umożliwiło to wprowadzenie metody osteosyntezy stabilnej w leczeniu chirurgicznym skomplikowanych złamań kości, rekonstrukcji ubytków pourazowych i onkologicznych, a także wad rozwojowych części twarzowej czaszki.
Wprowadziła stosowanie wszczepów śródkostnych (implantów) w rehabilitacji narządu żucia oraz rekonstrukcji ubytków pourazowych oraz ubytków po rozległych zabiegach onkologicznych w zakresie części twarzowej czaszki; leczenie rozszczepów wyrostka zębodołowego szczęki przy użyciu wolnych przeszczepów kostnych; zespołowe leczenie złamań kości oczodołów we współpracy z Kliniką Okulistyki.

## Publikacje
Profesor Grabowska była autorką i współautorką 266 publikacji naukowych, w tym rozdziałów w podręcznikach dla studiów medycznych, np. podręcznik dla studentów Chirurgia szczękowo-twarzowa, wydania III i IV, PZWL, Warszawa 1999, 2004.
Wyniki badań kliniki były prezentowane na wielospecjalistycznych zjazdach, kongresach krajowych i zagranicznych w zakresie chirurgii szczękowo-twarzowej i plastycznej, onkologii głowy i szyi, immunologii nowotworów oraz chorób metabolicznych kości.
Zostały one opublikowane w renomowanych czasopismach polskich, jak m.in. Czasopismo Stomatologiczne, Polski Merkuriusz Lekarski, Otolaryngologia Polska, Nowotwory, Polski Przegląd Chirurgiczny i zagranicznych, jak: Oral Oncology, Immunobiology, Pathology Oncology Research, European Cytokine Network, Journal of CranioMaxillofacial Surgery.

## Towarzystwa naukowe i działalność społeczna
- Polskie Towarzystwo Stomatologiczne (1971-2024) – eksczłonek zarządu;
- Polskie Towarzystwo Chirurgii Jamy Ustnej i Chirurgii Szczękowo-Twarzowej (1995-2024) – eksprezes zarządu wybrana w 2001;
- Europejskie Towarzystwo Chirurgii Czaszkowo-Szczękowo-Twarzowej – członek;
- Konsultant wojewódzki w dziedzinie chirurgii szczękowo-twarzowej (1992-2014)[5];
- Organizatorka (wraz zespołem kliniki) IV Międzynarodowego Kongresu PTCHJUiSzT w Białymstoku, z udziałem wszystkich ośrodków chirurgii szczękowo-twarzowej w Polsce oraz zaproszonych wykładowców zagranicznych (2003);
- Wielokrotna przewodnicząca sesji naukowych podczas sympozjów, kongresów i zjazdów w Polsce[13].

## Odznaczenia i nagrody
- Złoty Krzyż Zasługi (2000)[14];
- Medal Komisji Edukacji Narodowej[2];
- Złota Odznaka Honorowa Zarządu Głównego Polskiego Towarzystwa Stomatologicznego[2];
- Nagroda III stopnia Zarządu Głównego Polskiego Towarzystwa Stomatologicznego (1981);
- Nagrody Indywidualne i Zespołowe I, II i III Stopnia Rektora AMB/UMB (m.in. 1977, 1980, 1998, 2002, 2003)[4].